# Linia kolejowa nr 172
Linia kolejowa nr 172 – linia łącząca stację Gierałtowice z miejscowością Chudów (dawniej linia prowadziła do stacji Orzesze).
Linia została otwarta w roku 1888, pod koniec 1983 zakończono jej elektryfikację. W 1995 zawieszono ruch pasażerski, w 1998 roku zlikwidowano sieć trakcyjną na odcinku Chudów - Orzesze; kilka lat później linię na tym odcinku rozebrano.